# Tanguturi Prakasam Pantulu
Tanguturi Prakasam Pantulu, född 23 augusti 1872, död 20 maj 1957, var en indisk politiker och förste chefsminister (Chief Minister) i den indiska delstaten Andhra Pradesh.